# Kearns-Halbinsel
Die Kearns-Halbinsel ist eine breite und vereiste Halbinsel an der Nordküste der Thurston-Insel vor der Eights-Küste des westantarktischen Ellsworthlands. Sie liegt zwischen dem Potaka Inlet und dem Peale Inlet.
Das Advisory Committee on Antarctic Names benannte sie 2003 nach Leutnant William Henry Kearns (* 1924) von der United States Navy Reserve, der am 30. Dezember 1946 bei der US-amerikanischen Operation Highjump (1946–1947) als Kopilot einer Martin PBM Mariner mit dieser auf der benachbarten Noville-Halbinsel abgestürzt war und gemeinsam mit fünf überlebenden Begleitern am 12. Januar 1947 gerettet wurde.